# Хуан Сяомінь
Хуан Сяомінь (14 квітня 1970) — китайська плавчиня.
Призерка Олімпійських Ігор 1988 року.
Призерка Пантихоокеанського чемпіонату з плавання 1987 року.